# Часовня Фудзиты
Часовня Нотр-Дам-де-ла-Пэ (фр. Chapelle Notre-Dame-de-la-Paix, часовня Богоматери Мира), чаще называемая Часовней Фудзиты (фр. Сhapelle Foujita) — католическая часовня в Реймсе, построенная и расписанная французским художником японского происхождения Цугухару Фудзитой.

## История создания
18 июня 1959 года Фудзита, долгое время живший во Франции и имевший французское гражданство, посещает знаменитый Реймсский собор. Там он переживает нечто вроде религиозного откровения, после чего решает стать католиком. 14 октября 1959 года Фудзита с супругой Кимиё (также родом из Японии) принимают крещение в Реймсском соборе. Крёстным отцом Фудзиты становится Рене Лалу, адвокат и глава дома шампанского Mumm. При крещении Фудзита принимает имя «Леонард Франсуа Рене»: Леонард — в память о незабываемом впечатлении, которое когда-то произвела на него «Тайная вечеря» Леонардо да Винчи; Франсуа — в честь почитаемого им святого Франциска Ассизского; Рене — в честь своего крёстного.
Несколько лет спустя, в 1964 году, Фудзита решает возвести в Реймсе часовню, посвящённую Пресвятой деве. Он хочет таким образом отблагодарить Церковь и местную католическую общину за тёплый приём, оказанный ими новообращённому. Его поддерживает Рене Лалу: он берёт на себя расходы и выделяет Фудзите участок рядом с погребами дома Mumm. Фудзита сам изготовляет макет будущей часовни; он хочет, чтобы она была скромной, в романском стиле, и вписывалась в реймсский пейзаж. Восьмидесятилетний художник изучает новые для себя техники, в том числе технику фрески; чертит планы, готовит эскизы скульптур и витражей. В строительстве ему помогает реймсский архитектор Морис Клозье (фр. Maurice Clauzier). Небольшой садик вокруг часовни также спроектирован Фудзитой; на тропинке, ведущей к часовне, установлена символическая Голгофа, однако скульптура изображает не распятие, а младенца Христа, несущего крест.
Фудзита собственноручно расписывает всё внутреннее пространство церкви (110 м2) сценами из жизни Христа, Пресвятой Девы и видениями Апокалипсиса. Эта работа требует высокой скорости исполнения и точности штриха — качеств, которые всегда были присущи художнику. Создание фресок длится с 3 июня по 31 августа 1966 года. 1 октября епископ Реймса торжественно освящает часовню.
После смерти Фудзиты его прах, согласно желанию самого художника, был захоронен в часовне. Позднее здесь же была погребена и его вдова.

## Интерьер
Фрески Фудзиты созданы в традициях западного искусства, однако в них ощущается японское происхождение художника и его любовь к стилизации. Над входом в часовню изображена сцена Распятия, вдохновлённая живописью немецкого Возрождения. В числе коленопреклонённых персонажей Фудзита изобразил самого себя и Рене Лалу.
В глубине нефа находится ниша в форме полусферы, к которой ведут ступеньки; в ней изображена Пресвятая Дева мира с младенцем Иисусом, благословляющая две группы женщин и детей. В их числе Фудзита изобразил и свою жену Кимиё (вторая фигура справа). Вверху над нишей изображён Бог-отец с агнцем на коленях, окружённый животными, символизирующими евангелистов; по бокам находятся изображения святой Елизаветы и Девы Марии (сцена посещения).
Фреска в приделе справа представляет Тайную вечерю. Именно здесь покоится прах супругов Фудзита.
В левом приделе находится оригинальная фреска — «Божья Матерь виноградарей» (фр. Notre-Dame-des-Vendanges). Богородица протягивает Младенцу виноградную гроздь; на заднем плане видны Реймсский собор и базилика Сен-Реми. Это произведение — дань уважения Реймсу, городу вин и шампанского. На противоположной стене Фудзита изобразил семь смертных грехов: это фреска с гротескными персонажами в духе Брейгеля.
Витражи часовни изготовлены реймсским мастером. Главный витраж, разделённый на три части, изображает Сотворение мира, грехопадение и Ноев ковчег. На остальных представлены менее канонические сюжеты, в том числе трагедия Хиросимы.